# Xavier Torres
Xavier Torres Sans (Barcelona, 1955) es un historiador español. Catedrático de Historia Moderna en la Universidad de Gerona. 

## Investigación histórica
Su campo de estudio ha sido fundamentalmente la historia catalana en el siglo XVII, ocupándose de temas como el bandolerismo y las facciones de nyerros y cadells en obras como Els bandolers (s. XVI-XVII) (1991) y Nyerros i cadells: bàndols i bandolerisme a la Catalunya moderna (1590-1640) (1993), el patriotismo en la Cataluña del momento (Naciones sin nacionalismo. Cataluña en la monarquía hispánica (siglos XVI-XVII), Publicacions de la Universitat de València, 2008), testimonios memorialísticos (Els llibres de família de pagès. Memòries de pagès, memòries de mas (s. XVI-XVIII), 2000), entre otros estudios. Actualmente es catedrático de Historia Moderna en la Universidad de Gerona.   
También es autor de La Guerra dels Segadors, Lleida-Vic, Pagès Editors-Eumo Editorial, 2006. Asimismo ha colaborado en algunas obras colectivas de historia catalana como Diccionari d'Història de Catalunya (1992) e Historia, política, societat y cultura dels Països Catalans, vol IV, (1997).